# Рудник (округ Кошиці-околиця)
Ру́дник, Руднік (словац. Rudník) — село в окрузі Кошиці-околиця Кошицького краю Словаччини. Площа села 23 км². Станом на 31 грудня 2016 року в селі проживало 615 жителів. Протікає Чечейовський потік.

## Історія
Перші згадки про село датуються 1255 роком.

## Населення
| Рік:            | 1994. | 2004.    | 2014.   | 2024.   |
| --------------- | ----- | -------- | ------- | ------- |
| Кількість осіб: | 675   | 607      | 605     | 624     |
| Різниця:        |       | -10,07 % | -0,32 % | +3,14 % |

| Рік:            | 2023. | 2024.   |
| --------------- | ----- | ------- |
| Кількість осіб: | 622   | 624     |
| Різниця:        |       | +0,32 % |